# احمد دانی رمضان
احمد دانی رمضان (انگلیسی: Ahmad Danny Ramadan؛ زادهٔ ۳۱ مه ۱۹۸۴) نویسنده، کنشگر و فعال حقوق ال جی بی تی سوری-کانادایی است. آثار رمضان بر موضوعاتی همچون مهاجرت و هویت تمرکز دارد. رمان‌های او برنده جوایز متعددی شده‌اند.